# Хорст Валдемар Јансон
Хорст Валдемар Јансон (4. октобар 1913 - 30. септембар 1982) који је објављивао под псеудонимом Х. В. Јансон (нем. H. W. Janson) био је професор историје уметности немачко-руског порекла, познат по својој књизи "Историја уметности" (History of Art) објављеној 1962, која је од тада продата у више од четири милиона копија на петнаест језика.

## Биографија
Јансон је рођен у Санкт Петербургу 1913. као дете Фридриха Јансона (нем. Friedrich Janson, 1875–1927) и Хелене Порш (нем. Helene Porsch, 1879–1974), који су били лутеранци балтичко немачког порекла. Након Октобарске револуције, породица се преселила у Финску, а затим у Хамбург, где је Јансон похађао Вилхелм гимназију (нем. Wilhelm-Gymnasium). Завршава гимназију 1932. и уписује Универзитет у Минхену, а затим и историју уметности на Универзитету у Хамбургу, где је био студент Ервина Пановског. 1935, на предлог Пановског, Јансон се сели у САД. 1941. се жени Дором Џејн Хајнберг, студенткињом историје уметности, која је касније била коаутор многих његових дела. Завршава свој докторат на Харварду 1942. и пише дисертацију на тему Микелоцове (итал. Michelozzo) уметности. 
Предавао је у Музеју уметности у Вустеру (Worcester Art Museum) (1936-1938) и на Универзитету у Ајови (University of Iowa School of Art and Art History) (1938-1941). Био је професор на Универзитету Вашингтон од 1941. до 1949, када прелази на Универзитет у Њујорку (New York University), где развија одељење за уметност и предаје на Институту лепих уметности (Institute of Fine Arts). Јансон је преминуо 1982. у возу између Цириха и Милана.

### Академска постигнућа
Написао је многа дела о ренесансној уметности и скулптури 19. века, од којих су Apes and Ape Lore in the Middle Ages and the Renaissance (1952) и Sculpture of Donatello  (1957) освојили награде. У каснијим годинама живота бавио се дијалогом између истока и запада у уметности. Током своје каријере, Јансон је између осталог био консултант за сет књига Time Life Library of Art, председник удружења College Art Association, уредник сета књига Art Bulletin и један од оснивачa и председник Ренесансног удружења Америке (Renaissance Society of America). Такође је писао књиге о уметности за младе људе, неретко у сарадњи са својом супругом.
Јансонов најзначајнији допринос историји уметности представља његово дело "Историја уметности", објављено 1962. Ово дело је од тада постало стандард и узор на који се угледају данашњи уџбеници из ове области.

## Критике феминиста
Упркос популарности и утицају Историје уметности, ово дело је претрпело оштре критике. Феминисткиње и историчарке уметности Норма Броуд (енг. Norma Broude) и Мери Гарар (енг. Mary Garrard) кажу: "Уметнице у педесетим и шездесетим годинама су трпеле професионалну изолацију не само једне од других, већ и од сопствене историје. У времену када су сликарке из прошлости фактички биле избрисане из историје, Јансонова утицајна књига Историја уметности није садржала име или дело ни једне једине уметнице, тако искључујући жене из историје уметности (...) ." Јансоново искључивање жена из уметности је пољуљало његову репутацију историчара уметности, зато што његова дела приказују само део историје, избегавајући било које дело које није насликао мушкарац. Једном приликом, Сем Хантер, тадашњи кустос у Музеју модерне уметности у Њујорку упознао је познату уметницу Идел Вебер са Јансоном. Он је био велики обожавалац њених дела али је рекао да не укључује уметнице у своја дела.